# Martin Slanar
Martin Slanar (* 1. Mai 1981 in Prag, Tschechoslowakei) ist ein ehemaliger österreichischer Tennisspieler.

## Karriere
Martin Slanar, der in Prag geboren wurde, zog mit sieben Jahren nach Österreich. Dort begann er auch mit dem Tennis und wurde von seinem Vater František trainiert. Auf der Profitour spielte Slanar hauptsächlich Turniere der unterklassigen ITF Future sowie ATP Challenger Tour. Auf der Future Tour konnte insgesamt zehn Titel im Doppel gewinnen. Auf der Challenger Tour gelangen ihm insgesamt sieben Titelgewinne, allesamt im Doppel.
Sein Grand-Slam-Debüt gab er 2008 bei den Australian Open. Völlig überraschend überstand er die Qualifikation und schaffte den Sprung in das Hauptfeld des Einzelbewerbs. Dort spielte er gegen Dudi Sela, der über 200 Ränge besser platziert war und unterlag klar in drei Sätzen. Im selben Jahr schaffte er auch sein Debüt auf der ATP World Tour, indem er sich in Tokio für das Hauptfeld qualifizieren konnte. Ihm gelang in der ersten Runde ein Sieg gegen Donald Young, musste sich in der zweiten Runde jedoch Richard Gasquet geschlagen geben. 2011 schaffte er schließlich auch noch im Doppel den Sprung in ein Hauptfeld. In Johannesburg trat er an der Seite von Philipp Oswald an, unterlag in der ersten Runde aber klar den Lokalmatadoren Rik De Voest und Izak van der Merwe. Im Einzel schaffte Slanar mit einem 198. Rang knapp den Sprung in die Top 200 der Weltrangliste. Im Doppel war er erfolgreicher und konnte sich Ende 2010 mit einem 94. Rang innerhalb der Top 100 platzieren. Nach dem Turnier 2011 in Dortmund beendete Slanar aufgrund zahlreicher Verletzungen und Krankheiten seine Karriere.
2017 spielte er noch einmal ein Turnier im Doppel in Panama-Stadt. Er verlor in der ersten Runde gegen Ariel Behar und Fabiano de Paula. Seit seinem Karriereende ist Slanar Jugendtrainer und betreut auch Spieler auf der Tour.

## Erfolge
| Legende (Anzahl der Siege)  |
| Grand Slam                  |
| ATP World Tour Finals       |
| ATP World Tour Masters 1000 |
| ATP World Tour 500          |
| ATP World Tour 250          |
| ATP Challenger Tour (7)     |

### Doppel

#### Turniersiege
| Nr. | Datum             | Turnier            | Belag         | Partner              | Finalgegner                     | Ergebnis           |
| --- | ----------------- | ------------------ | ------------- | -------------------- | ------------------------------- | ------------------ |
| 1.  | 8. März 2008      | Kyōto (1)          | Teppich (i)   | Dieter Kindlmann     | Hiroki Kondō Gō Soeda           | 6:1, 7:5           |
| 2.  | 26. Juli 2008     | Međugorje          | Sand          | Jan Minář            | Pere Riba Pablo Santos González | 7:5, 6:3           |
| 3.  | 14. März 2009     | Kyōto (2)          | Teppich (i)   | Aisam-ul-Haq Qureshi | Tatsuma Itō Takao Suzuki        | 6:77, 7:63, [10:6] |
| 4.  | 7. Mai 2010       | Kairo              | Sand          | Simone Vagnozzi      | Andre Begemann Dustin Brown     | 6:3, 6:4           |
| 5.  | 22. Mai 2010      | Cremona            | Hartplatz     | Alexander Peya       | Rik De Voest Izak van der Merwe | 7:5, 7:5           |
| 6.  | 26. Juni 2010     | Reggio nell’Emilia | Sand          | Philipp Oswald       | Sadik Kadir Purav Raja          | 6:2, 5:7, [10:6]   |
| 7.  | 21. November 2010 | Salzburg           | Hartplatz (i) | Alexander Peya       | Rameez Junaid Frank Moser       | 7:61, 6:3          |